# Acroneuria personata
Acroneuria personata är en bäcksländeart som beskrevs av Harper 1976. Acroneuria personata ingår i släktet Acroneuria och familjen jättebäcksländor. Inga underarter finns listade i Catalogue of Life.